# Vereniging Natuurmonumenten
De Vereniging tot Behoud van Natuurmonumenten in Nederland, kortweg: Vereniging Natuurmonumenten of Natuurmonumenten, is een Nederlandse natuurbeschermingsorganisatie, opgericht in 1905, die natuurgebieden in Nederland aankoopt en beheert. Het eerste gebied dat de vereniging aankocht ter bescherming, was het Noord-Hollandse Naardermeer in 1906.
Anno 2024 had de vereniging 112.619 hectare in beheer en bijna 3000 gebouwen waarvan honderden provinciaal of rijksmonument zijn. Het grootste natuurmonument is De Wieden (5847 hectare) en het kleinste Fort Ellewoutsdijk (1 ha). Natuurmonumenten is medeverantwoordelijk voor de aanleg van de Marker Wadden, een cluster van vijf kunstmatige natuureilanden, die van 2016 tot 2021 zijn aangelegd in het Markermeer.
In 2024 telde Natuurmonumenten ruim 870.000 leden en donateurs en 95.000 jeugdleden. Het hoofdkantoor is gevestigd in Amersfoort.

## Doelstelling
Uit de statuten van Vereniging Natuurmonumenten: "De vereniging heeft ten doel het behoud en beheer van in natuurwetenschappelijk en landschappelijk opzicht belangrijke terreinen in Nederland met het zich daarop bevindende cultureel erfgoed. Dit geschiedt zowel ter wille van de natuur zelf als ten behoeve van het geestelijke en lichamelijke welzijn van de mens."
Haar streven is mede gericht op het bevorderen van:
- het behoud en het herstel van natuur en landschap;
- de zuiverheid van water, bodem en lucht alsmede het beschermen van de stilte;
- het besef dat de mens hiervoor verantwoordelijkheid draagt.

## Geschiedenis

### Achtergrond

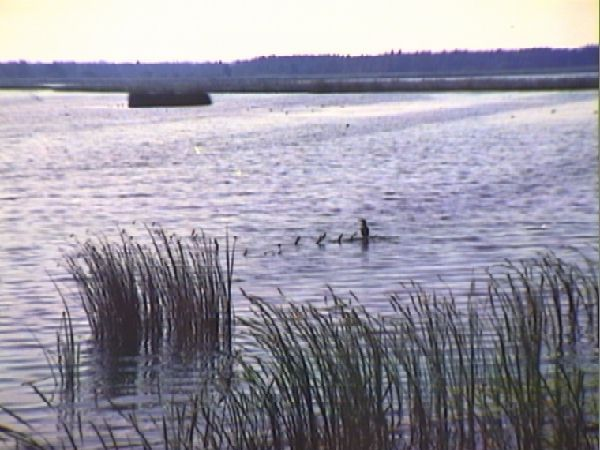
Naardermeer

De Vereniging tot Behoud van Natuurmonumenten in Nederland werd op 22 april 1905 te Amsterdam opgericht. Aanleiding tot de oprichting was het voorstel van B&W van Amsterdam, in november 1904, om de 'waardeloze, onvruchtbare' plassen van het Naardermeer met stadsafval te dempen en zo het afvalprobleem op te lossen. Het was de Amsterdamse onderwijzer en natuurminnaar Jac. P. Thijsse die hiertegen in verzet kwam. Thijsse kende het vogelrijke meer, als een van de zéér weinigen, door de roeitochtjes die hij er geregeld ondernam. Hij stelde voor om het Naardermeer aan te kopen en legde dit plan via brieven voor aan mogelijke medestanders. Dit was aanvankelijk vrijwel vergeefse moeite.
De Nederlandse Ornithologische Vereniging liet zich bijvoorbeeld sceptisch uit over de haalbaarheid om het meer via aankoop te redden, en ook de directie van Artis zag er weinig in. Maar in de dagbladen kwam de discussie over de plannen op gang. In december 1904 besloot de Nederlandse Natuurhistorische Vereniging (NVV), in 1901 opgericht door onder meer Eli Heimans (collega en vriend van Thijsse), om zich in een schrijven tot de gemeenteraad te wenden en zich tegen het dempingsplan te keren. Deze vereniging voerde als argument aan dat het Naardermeer een grote esthetische en 'natuurhistorische' waarde bezat; waarmee de rijke flora en fauna bedoeld werd.
Op 12 december 1904 gaf Thijsse in zijn rubriek in het Algemeen Handelsblad nog eens blijk van zijn verontrusting en spoorde hij de lezer aan zich het lot van het meer aan te trekken. Heimans viel hem bij in De Groene Amsterdammer. Een paar dagen later, 14 december, werden de plannen in de raad besproken. Aan de schoonheid van het Naardermeer werd vrijwel geen aandacht geschonken. Evenmin telden de natuurhistorische bezwaren. De meeste hoofdstedelijke politici toonden een blinde vlek voor de bezwaren die de natuurbeschermers eerder naar voren hadden gebracht. Wel was er aandacht voor de financiële en zogenaamde hygiënische bezwaren. Vooral het gevaar dat de Vecht door vervuild grondwater zou worden verontreinigd, werd uitvoerig besproken; Thijsse had ook al op de gevaren van bodemverontreiniging gewezen. Uiteindelijk gaf het financiële aspect de doorslag om niet tot demping over te gaan; het voorstel werd met 20 tegen 18 stemmen afgewezen. De NVV besteedde vervolgens op 2 januari 1905 aandacht aan de hele kwestie, aangespoord door Thijsse (die inmiddels lid was geworden van het NVV-bestuur, waar Heimans sinds 1901 in zat). Later die maand werd een besluit genomen om een bijeenkomst te beleggen voor geïnteresseerde instellingen. Het doel was om eendrachtig te komen tot de 'stichting van een lichaam' ter wille van het 'behoud van Natuurmonumenten'. Concreter: voor 'het aankopen en in eigen beheer nemen van Natuurmonumenten'.
Zeventien organisaties besloten in de middag van zaterdag 22 april 1905, in de Kleine Restauratie van Artis, tot de oprichting van de 'Vereniging tot behoud van Natuurmonumenten in Nederland'. Deze vergadering werd gehouden door 35 mannen op initiatief van Thijsse en Heimans. De florist Heukels zat de vergadering voor. Er werd een commissie samengesteld die de eigenlijke oprichting en statuten van de vereniging moest voorbereiden; onder meer Thijsse werd benoemd in deze commissie, maar Heimans niet. De eigenlijke oprichtingsvergadering vond plaats op 23 december 1905, waarbij bestuursleden van de nieuwe vereniging werden verkozen, onder andere de entomoloog Johannes Theodorus Oudemans (voorzitter), assuradeur Pieter van Tienhoven (penningmeester) en Jac. P. Thijsse (secretaris). Heimans werd opnieuw niet verkozen, wat hem heeft verbitterd.
Door de plotselinge bekendheid die het Naardermeer kreeg werd de eigenaar, de familie Rutgers van Rozenburg, door allerlei personen benaderd. De familie besloot daarop het Naardermeer publiek te veilen. De vereniging probeerde de familie van dit nieuwe onheil af te houden, maar stond zelf met lege handen. Nu leek het voorgenomen behoud van het natuurmonument toch nog vergeefs te zijn: het meer zou worden geveild en verkocht.
De biedingen vielen echter tegen, er werd niets verkocht. Een commissie van Natuurmonumenten ging vervolgens snel aan de slag om de opbrengsten van het meer (riet, vis, jacht, turf) te berekenen, men wilde in staat zijn de rente en de aflossing van een hypothecaire lening te bekostigen. Op 25 april 1906 besloot de vereniging een obligatielening uit te schrijven. Op 3 september 1906, bijna anderhalf jaar na de oprichting van de vereniging, werd het Naardermeer voor een koopsom van 150.000 gulden aan Natuurmonumenten overgedragen en werd zo het eerste natuurreservaat in Nederland.
De Vereniging tot Behoud van Natuurmonumenten is daarmee tegelijk de eerste organisatie in Nederland die zich op het praktische terrein van natuurbescherming begaf, door aankoop en beheer van gronden. Daarbij mogen echter niet die landgoedeigenaren worden vergeten, die reeds eerder beschermende maatregelen op hun terreinen troffen tot behoud van bijzondere planten en dieren, voor welke zij een liefhebbend oog hadden.

### Financiële basis
Vlak na de oprichting van de vereniging in 1905 schreef Thijsse: Onze eerste oproep om leden en steun had een tamelijk poover resultaat gehad. Heel goede menschen noemden onzen opzet hersenschimmig. Van de circulaires die we gestuurd hadden aan de leden van de Tweede en Eerste Kamer en aan verschillende hooggeplaatste overheidspersonen kwamen er nog geen half dozijn terug met een aanmelding voor lidmaadschap of donateurschap. Maar wij wanhoopten niet.
De algemene vergadering van 23 december 1905 trok in maart achttien personen. Daar kon de secretaris de mededeling doen van één donateur en 86 leden. Er was een schenking van ƒ 122,- binnengekomen. Er werd een omvangrijk bestuur ingesteld, dat bestond uit twaalf personen. Thijsse werd 1e secretaris. Hij en dr. Han Heinsius, prof. dr. Jan Ritzema Bos en dr. Johannes Theodorus Oudemans waren aanvankelijk de belangrijkste personen. Later vormde Thijsse samen met mr. Pieter van Tienhoven en Jan Drijver het centrale trio van de vereniging.
Van Tienhoven had enige jaren biologie gestudeerd en stond bekend als 'vogelenpiet'. Hij zou jarenlang een krachtig stempel drukken op het beleid van de vereniging. Hij werd in 1907 penningmeester, later speelde hij een centrale rol onder het voorzitterschap van Oudemans. Van Tienhoven zou internationaal uitgroeien tot een belangrijk natuurbeschermer (onder andere door de oprichting van de Nederlandse Commissie voor Internationale Natuurbescherming in 1925 en voorzitter van het Office Internationale pour la Protection de la Nature). Pas in 1927 volgde hij Oudemans als voorzitter op.
Als assuradeur had Van Tienhoven veel relaties in de financiële wereld. In het belang van de vereniging wist hij steeds opnieuw bij anderen een beroep te doen op geldelijke steun. Velen gaven spontaan in de vorm van giften en leningen. Met het geld van vermogende lieden en andere gulle gevers verkreeg de Vereniging tot Behoud van Natuurmonumenten een behoorlijke financiële grondslag. De natuurbescherming kon in die dagen niet bij voorbaat rekenen op overheidssteun, zoals pas vele jaren later het geval zou zijn.
De inkomsten uit het terreinbezit vormden de basis voor de instandhouding van het groeiende bezit aan landgoederen en natuurterreinen van de jonge vereniging. De inkomsten bestonden uit de houtverkoop, de pacht van de jacht en de rietverkoop. Op deze manier geëxploiteerd, zou de vereniging de meer 'wetenschappelijke' reservaten als heidevelden en vogelbroedplaatsen kunnen onderhouden. Een methode tot een verantwoorde aanschaf van natuurterrein bestond er uit om allereerst een schatting te maken van wat het nieuwe terrein kon opbrengen. Daarna werd beslist hoe de aankoop gefinancierd moest worden.
Van Tienhoven stond op het standpunt dat de verwerving van 'wandeloorden' gunstig was. Dan kon je, zo redeneerde hij, het volk op de gedachte brengen van de natuurbescherming. Dit bracht hem weleens in conflict met de wetenschappelijk aangelegden binnen de vereniging. Die wilden alleen de biologisch interessante terreinen aankopen, ook al spraken die minder tot de verbeelding van het publiek.
De vereniging deed in die jaren nog geen rechtstreeks beroep op het grote publiek. Op 'Jan met de pet' oefende de wat elitair aandoende vereniging geen aantrekkingskracht uit. De nog veel voorkomende laaggeletterdheid stond de propaganda voor natuurbescherming trouwens in de weg. De vereniging kon dus nog niet bogen op maatschappelijk 'draagvlak'. De groep die belang stelde in de natuurbescherming was klein, maar invloedrijk: het ging om vermogenden, of geschoolde mensen.

### Eerste aankopen

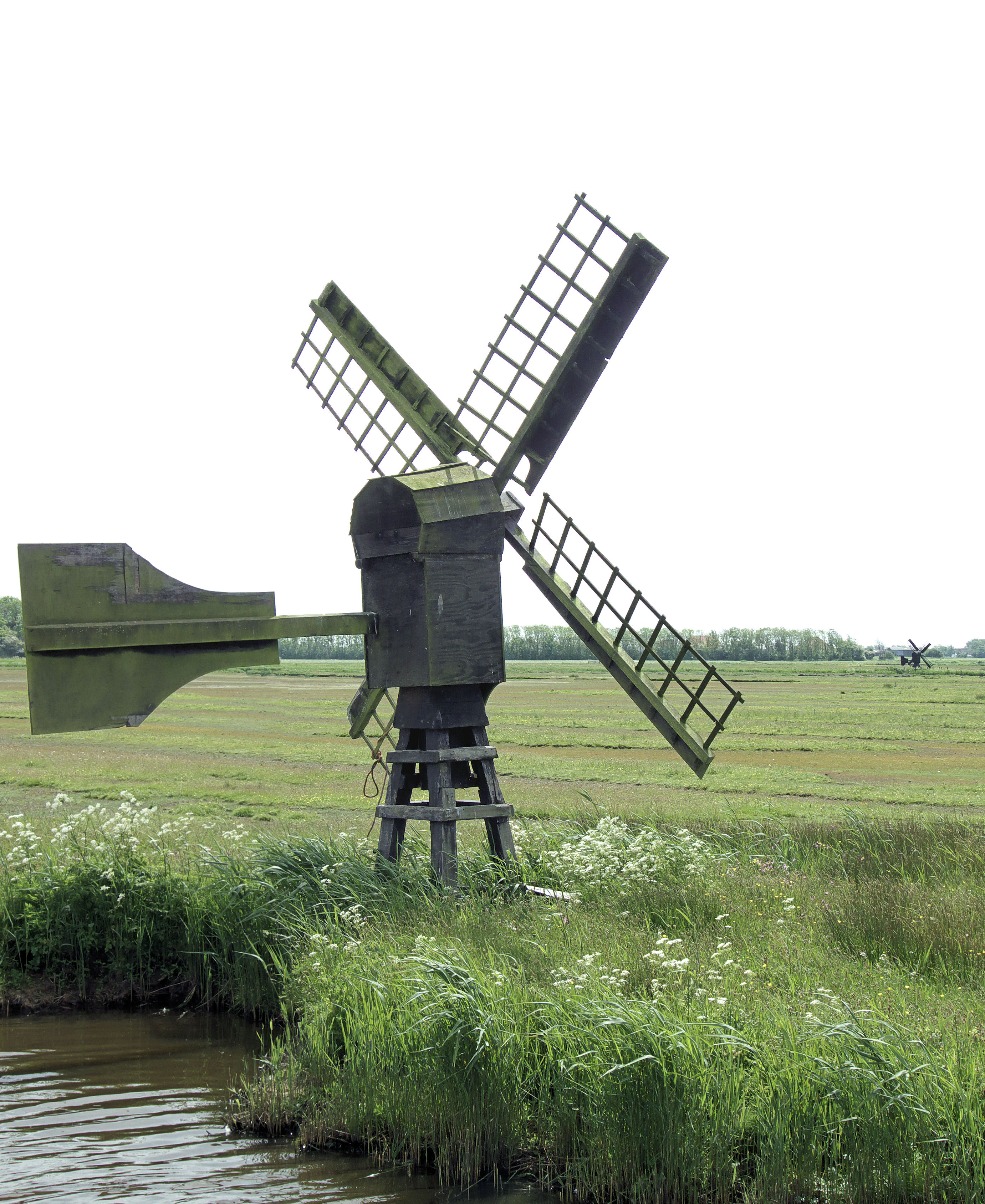
Karakteristieke molentjes in de polder Waal en Burg op Texel

Op de broedplaats de Bol op Texel kwamen in 1906 grote sterns tot broeden, de vogel had zich lange tijd niet op het eiland laten zien. De vereniging slaagde erin het eierzoeken op de Bol te pachten. Natuurlijk om er de eieren met rust te laten. De koeien van de boer vertrapten echter alle nesten, de tweede natuurbeschermingsactie van de vereniging te velde mislukte jammerlijk. In hetzelfde najaar werd het terrein geveild en verkocht, weer greep de vereniging mis. Het eerste bezit op Texel verwierf de vereniging in 1909. Het was broedplaats de Staart in de polder Waalenburg. De koopsom werd door vrienden aan de vereniging geschonken.
Volgende aankopen betroffen bosgebied. In een bestuursvergadering in 1910 sprak Oudemans de vrees uit dat het Leuvenumse bos bij Ermelo onder de bijl van de houthakker zou vallen. Het bos stond te koop. Een lening werd uitgeschreven voor de aankoop tegen ƒ 250.000. De obligatielening werd, zo kreeg het bestuur te horen, met ƒ 90.000 overtekend. Onderwijl dreigde er ook kaalslag op de Veluwezoom. Op het landgoed Haganau zou de houtopstand geveild worden. In november 1910 werd een optie verkregen voor de aankoop van het landgoed tegen een bedrag van ƒ 405.000, zonder kosten. In korte tijd werd aan ƒ 104.000 aan obligaties geplaatst.
Het bleek dat de eigenaar, het Eerste Kamerlid F. Reekers, grote moeite had afstand te doen van zijn bezit. Tienhoven verklaarde dat Natuurmonumenten alles zou doen om het bosgebied goed te beheren en de verkoop ging door. Op 11 februari 1911 vond de overdracht plaats van Hagenau en een maand later verwierf de vereniging ook het Leuvenumse bos.
In de zomer van 1912 was een exploitatie-maatschappij van plan de bossen rond de vennen bij Oisterwijk te vellen. In deze gemeente ontstond grote beroering over het dreigende verlies van de bossen. Met medewerking van de gemeente Tilburg, en later ook 's-Hertogenbosch en de provincie Noord-Brabant, kon de vereniging onder toezegging van financiële steun, overgehaald worden tot aankoop van de bossen en de vennen. Voor het eerst werd met geld uit de publieke kas in Nederland een natuurgebied aangekocht.
Ook zegde de Nederlandse Natuurhistorische Vereniging 'in Holland' een lening toe. Voor aankoop van 157 hectare was totaal ƒ 91.500 nodig. Er werden weer voldoende obligaties geplaatst, en wat meer was: er stroomden bovendien nog eens voor tienduizend gulden aan giften binnen. Een deel van de bosvennen bij Oisterwijk vielen op 27 februari 1913 in handen van de vereniging. Later, op 23 september 1915, werden deze uitgebreid met nog andere gebieden.

## Hoofdkantoor
De vereniging had jarenlang als huisvesting een kamer in het assurantiekantoor van Van Tienhoven aan het Rokin te Amsterdam. In 1919 volgde een verhuizing naar de Nederlandse Lloyd, Herengracht 260/266, eveneens te Amsterdam. In 1927 trok Van Tienhoven naar Herengracht 540. In 1928 had de vereniging een eigen kantoorgebouw, Reguliersgracht 9, pal tegenover de woning Van Tienhoven op de Herengracht. Ruimtegebrek noopte de vereniging in 1946 te verhuizen, dit keer naar het gebouw van Hajenius, Rokin 92-96. Na Van Tienhovens overlijden, in 1953, verhuisde de vereniging opnieuw naar het ruime pand op Herengracht 540, dat Van Tienhoven aan de vereniging had nagelaten.
In 1975 verhuisde het hoofdkantoor naar 's-Graveland op het landgoed Schaep en Burgh. Naast de directie waren hier een aantal landelijke afdelingen gehuisvest. In 2020 verhuisde het hoofdkantoor naar Amersfoort omdat dit centraal is gelegen en beter bereikbaar.
Het VARA-radioprogramma Vroege Vogels werd van 2005 tot 2013 uitgezonden vanuit het bij het landhuis behorende tuinhuis, het Capitool.

## Organisatie

### Statistieken
Volgens het jaarverslag 2024 telde Natuurmonumenten ongeveer 640.000 leden, 230.000 donateurs en 95.000 OERRR-kinderen (OERRR is het jeugdprogramma van Natuurmonumenten voor kinderen tot 12 jaar). Deze leden worden vertegenwoordigd door twaalf commissies met 79 ledenvertegenwoordigers. Zij vormen samen de ledenraad die erover waakt dat de stem van de leden doorklinkt in de koers van de vereniging. De ledenraad stelt de hoofdlijnen van het beleid vast, keurt het jaarverslag goed en benoemt de bestuursleden. Officieel komt de raad twee keer per jaar bijeen.
| Jaar | Natuur in beheer (in hectare) | Aantal leden (×1000) | Baten (×€ miljoen) | Mede- werkers | Vaste vrijwilligers |
| ---- | ----------------------------- | -------------------- | ------------------ | ------------- | ------------------- |
| 2010 | 102.951                       | 768                  |                    | 678           | 3200                |
| 2015 | 105.958                       | 719                  | 111                | 743           | 8662                |
| 2020 | 112.002                       | 761                  | 107                | 684           | 5628                |
| 2021 | 112.422                       | 880                  | 119                | 702           | 6410                |
| 2022 | 112.583                       | 920                  | 122                | 751           | 6833                |
| 2023 | 112.702                       | 945                  | 160                | 762           | 7165                |
| 2024 | 112.619                       | 969                  | 179                | 802           | 7667                |

### Bestuur
Het bestuur draagt met de voorzitter de eindverantwoordelijkheid voor het gevoerde beleid. Een bestuurslid wordt voor een periode van vier jaar gekozen en kan zich eenmalig herkiesbaar stellen. De voorzitters:
- 1905-1927: Johannes Theodorus Oudemans
- 1927-1952: Pieter van Tienhoven
- 1952-1960: Joan Albert van Steijn
- 1960-1977: Hugo Willibrord Bloemers
- 1977-1981: Johan Gerard ten Houten[7]
- 1981-1988: Theo Quené
- 1988-1998: Pieter Winsemius
- 1998-2006: Herman Wijffels
- 2007-2011: Cees Veerman
- 2011-2019: Hans Wijers
- 2019-heden: Jeroen Dijsselbloem

Het bestuur komt regelmatig bijeen om bijvoorbeeld verwervingen te bespreken en goed te keuren. Andere belangrijke agendapunten zijn onder andere het financiële beleid, de maatschappelijke positiebepaling, de natuurontwikkelingsvisies, het organiseren van regionale ledenbijeenkomsten en de samenwerking met andere organisaties.

### Werkorganisatie
In 2024 telde Natuurmonumenten 802 medewerkers waarvan 411 bij de natuurgebieden en beheereenheden en 354 op het hoofdkantoor. Anno 2022 is Pim van der Feltz algemeen directeur, Teo Wams directeur Natuurbeheer is en Pauline Mulder directeur Financiën. 
Het beheer van de natuurgebieden behoort tot de kerntaak van Natuurmonumenten. De helft van het personeel heeft zijn werkzaamheden in de gebieden. Een aantal natuurgebieden samen vormt een beheereenheid, waarvan er 23 zijn. Aan het hoofd ervan staat de gebiedsmanager. Deze voert met zijn of haar team de beheerswerkzaamheden uit zoals het plaggen van de heidevelden, het maaien van graslanden en het baggeren van de vennen. Daarnaast volgen deze gebiedsmanagers en beheerders de ontwikkeling van de natuur in en om de terreinen, houden ze toezicht, onderhouden ze contacten met andere partijen en overheden, zijn ze betrokken bij verwerving van terreinen en organiseren ze excursies en andere vormen van communicatie. Natuurmonumenten wil behalve een goede natuurbeheerder zijn ook een belangrijke rol vervullen in de beweging van mensen met hart voor de natuur. 
Een aantal beheereenheden samen vormt een landsdeel die vallen onder een landsdeelmanager. Nederland is verdeeld in twee landsdelen:
- Groningen, Friesland, Drenthe, Overijssel, Gelderland, Flevoland en Utrecht: elf beheereenheden (landsdeelmanager Jos Bisschops)
- Noord-Holland, Zuid-Holland, Zeeland, Noord-Brabant en Limburg: twaalf beheereenheden (landsdeelmanager Nico Altena)

Naast de vaste medewerkers zijn er ook nog vrijwilligers. In 2024 waren er zo'n 7700 mensen actief die zich 70.000 mensdagen voor de natuur en Natuurmonumenten hebben ingezet.

### Inkomsten en uitgaven
Natuurmonumenten had in 2024 ongeveer 179 miljoen euro aan inkomsten. Ongeveer de helft daarvan was afkomstig uit overheidssubsidies, 30% uit contributies en legaten en iets minder dan 10% van loterijorganisaties. Het geld wordt grotendeels besteed aan beheer (circa 60%) en aankoop van natuurgebieden (circa 20%). Minder dan een tiende van de kosten is voor het betrekken van het publiek bij de organisatie en fondsenwerving.

### Educatie en communicatie
Natuurmonumenten heeft in enkele van haar natuurgebieden bezoekerscentra waar veel informatie gegeven wordt over het natuurgebied, zoals de planten en dieren die er voorkomen. Ook geeft de vereniging een blad uit: Puur Natuur. Verder bestaat er OERRR, het jeugdprogramma van Natuurmonumenten voor kinderen tot 12 jaar. 
Het tijdschrift De Levende Natuur, dat reeds in 1896 werd opgericht door Eli Heimans, Jasper Jaspers jr. en Jac. P. Thijsse (medeoprichter van Natuurmonumenten in 1905), is onafhankelijk van de vereniging gebleven en wordt in plaats daarvan uitgegeven door de gelijknamige Stichting De Levende Natuur. Deze stichting wordt echter wel gedragen door enkele natuurorganisaties, waaronder Natuurmonumenten, Staatsbosbeheer en LandschappenNL.

## Milieu
Natuurmonumenten gebruikt geregeld onkruidbestrijdingsmiddelen op de eigen terreinen. Na kritiek besloot Vereniging Natuurmonumenten op 15 mei 2019 geen glyfosaat (Roundup) meer te gebruiken. Kritiek was er op het feit dat de vereniging boeren en anderen al jaren opriep te stoppen met het gebruik van deze omstreden onkruidbestrijder maar het zelf wel gebruikte.

## Internationale samenwerking
Natuurmonumenten is aangesloten bij het European Environmental Bureau (EEB).